# Stückgutfrachter

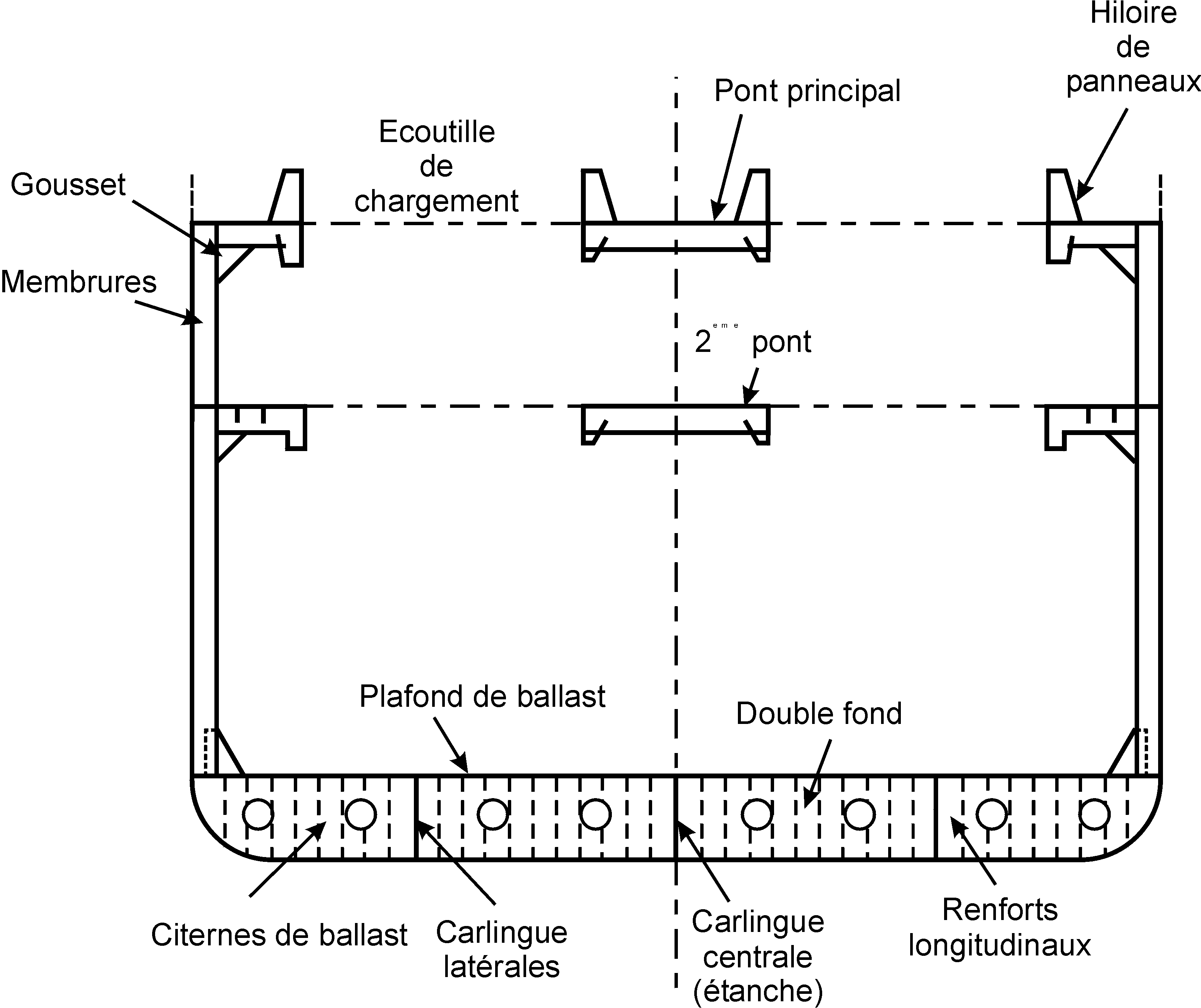
Schematischer Querschnitt durch einen Stückgutfrachter

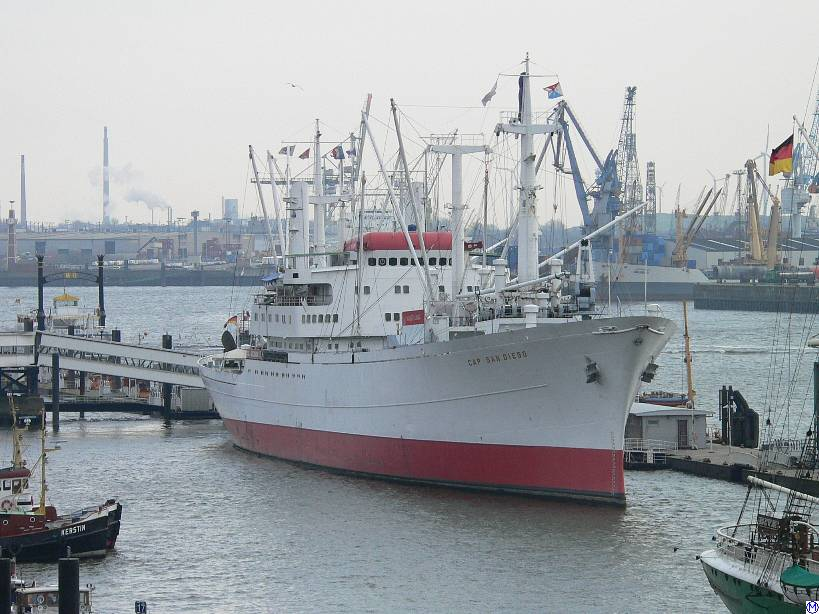
Stückgutfrachter Cap San Diego an der Überseebrücke, Hamburg

Ein Stückgutschiff oder Stückgutfrachter ist ein Schiff, in dem alle Arten von Stückgütern transportiert werden. Stückgüter sind Ladungen, die keine Standardmaße haben, wie das z. B. bei Containern der Fall ist.

## Eigenschaften
Stückgutschiffe (englisch general cargo ships) hatten früher auch Einrichtungen für Kühlladung sowie Süßöltanks. Heute dominieren Kühlcontainer bzw. Kühlcontainerschiffe sowie Tankcontainer für flüssige oder gasförmige Produkte.
Als Stückgut wird zum Beispiel folgendes bezeichnet:
- Kisten
- Säcke
- Ballen
- Kartons
- Fässer
- Verschläge (Packmittel aus Holz oder Kunststoff in Form einer räumlichen Rahmenkonstruktion)
- unverpackte Ware (z. B. Anlagenteile, Maschinen, Fahrzeuge, Stahlprodukte)
- Schwergut (besonders schwere und große Ladungsstücke, die teils auch als Deckslast gefahren wurde).

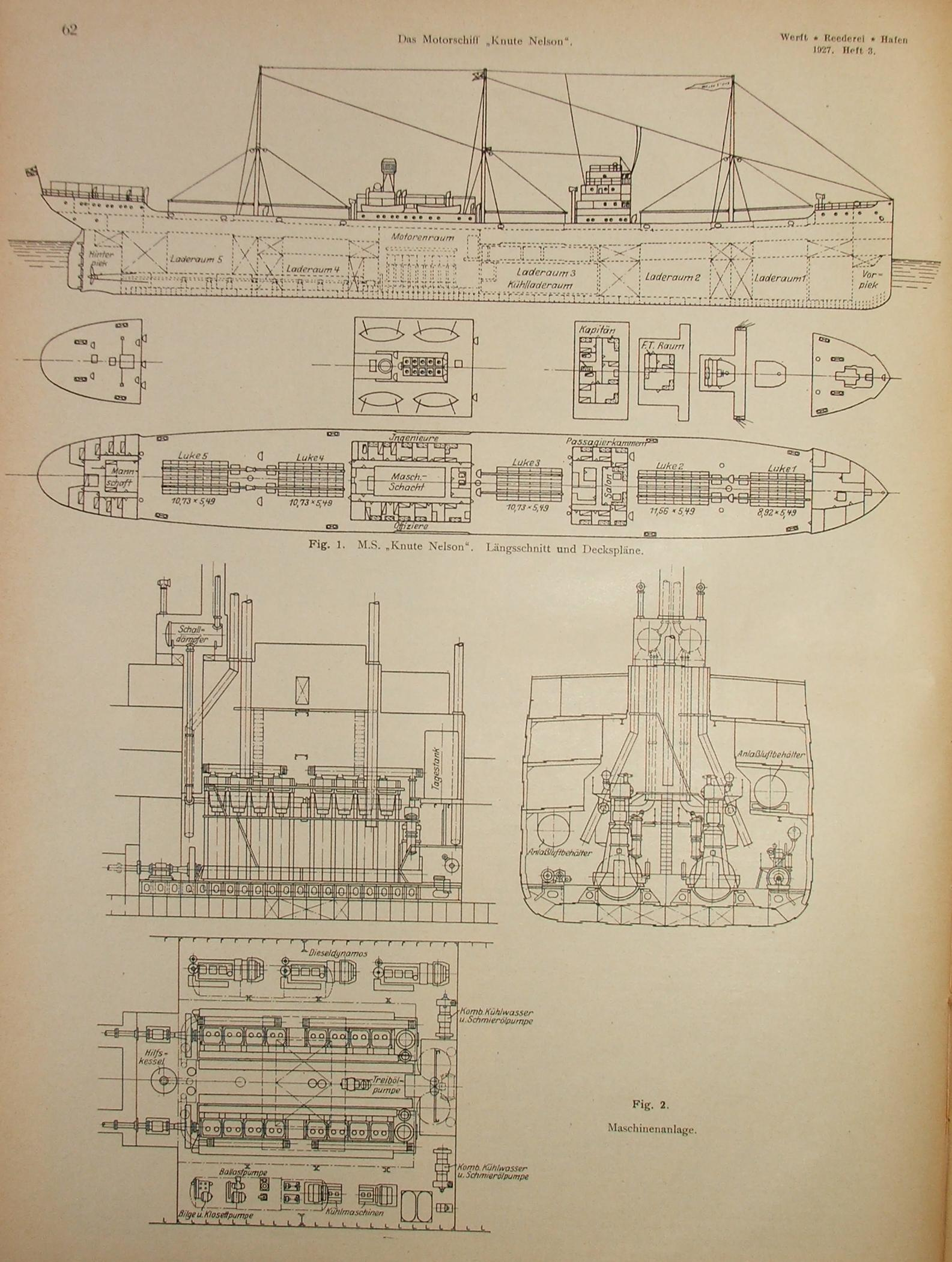
Deckspläne und Querschnitte des Stückgutschiffs Knute Nelson (1927)

Ein Stückgutschiff (in der Seeschifffahrt) hat in den Laderäumen oft Zwischendecks, um den vorhandenen Platz optimal auszunutzen. Normalerweise hat ein Stückgutschiff an allen Laderäumen eigenes Ladegeschirr, um auch in kleineren Häfen, die keine eigenen Kräne haben, seine Ladung löschen zu können.
Auf einem Stückgutschiff ist die Erstellung eines Stauplanes (Beladungsplan) unerlässlich. Abhängig von der Größe des Schiffes ist die Erstellung des Stauplans auf Grund des Fahrtgebiets und der Anzahl der anzulaufenden Lösch- und Ladehäfen sowie unterschiedlicher Ladung eine anspruchsvolle Aufgabe. Verantwortlich für die Ladung ist der Kapitän, der, wenn erforderlich, von einem Supercargo beraten wird. Auf größeren Stückgutschiffen im Liniendienst (Frachtschnelldienst) delegiert der Kapitän den Ladungsbetrieb an seine Offiziere, wobei meist ein erfahrener Zweiter Offizier (Ladungsoffizier) diesen Part übernimmt. Zeit- und Termindruck spielen eine wichtige Rolle; deshalb wird der Ladungsoffizier von einem Dritten Offizier und sofern vorhanden von einem Offiziersassistenten (Matrose-O.A.), Nautischem Offiziersassistent unterstützt. Bei der Beladung eines Stückgutschiffes hat der Ladungsoffizier eine Vielzahl von Dingen zu bedenken:
- Die einzelnen Partien müssen so im Schiff verstaut werden, dass sie in den Bestimmungshäfen in der gewünschten Folge problemlos gelöscht werden können.
- Die Ladung muss im Schiff so verteilt werden, dass die Stabilität und Sicherheit des Schiffes während der gesamten Reise gewährleistet ist.
- Die einzelnen Ladungspartien sollen möglichst optimal untergebracht werden, das heißt, der Standort im Schiff muss wo nötig vorbereitet werden (Garnier); wertvolle Ladung in Verschlussräumen usw.
- Die Ladung muss seefest gestaut und wo nötig entsprechend gelascht werden.

Als Verdeutlichung hier der Auszug aus dem Schiffstagebuch der Tannstein, 42. Heimreise, ausgehend NY 09.01.66: „Die Ladung wurde unter Aufsicht der Schiffsleitung von Berufsstauern gut garniert und nach Seemannsbrauch gestaut. Die Ladung wurde gelascht, verzurrt und abgesteift. Die Mc Gregorluken wurden abgesetzt und verkeilt.“
Im Stückgut-Liniendienst werden regelmäßig die gleichen Häfen angelaufen; von Landseite aus kümmern sich am Reedereistandort die jeweilige Frachtabteilung, im Ausland Linien- und Klarierungsagenten um eine zügige Abwicklung des Schiffes, wobei von mehrjährigen Kontakten auszugehen ist. Zu diesem Kreis gehören auch die Stauereien mit ihren Hafen-Facharbeitern, die unter der Leitung erfahrener Vorarbeiter (Viez) ein Schiff be- oder entladen. Es ist Aufgabe und Pflicht eines Ladungsoffiziers, mit diesem Personenkreis eine gute und vertrauensvolle Zusammenarbeit zu pflegen.

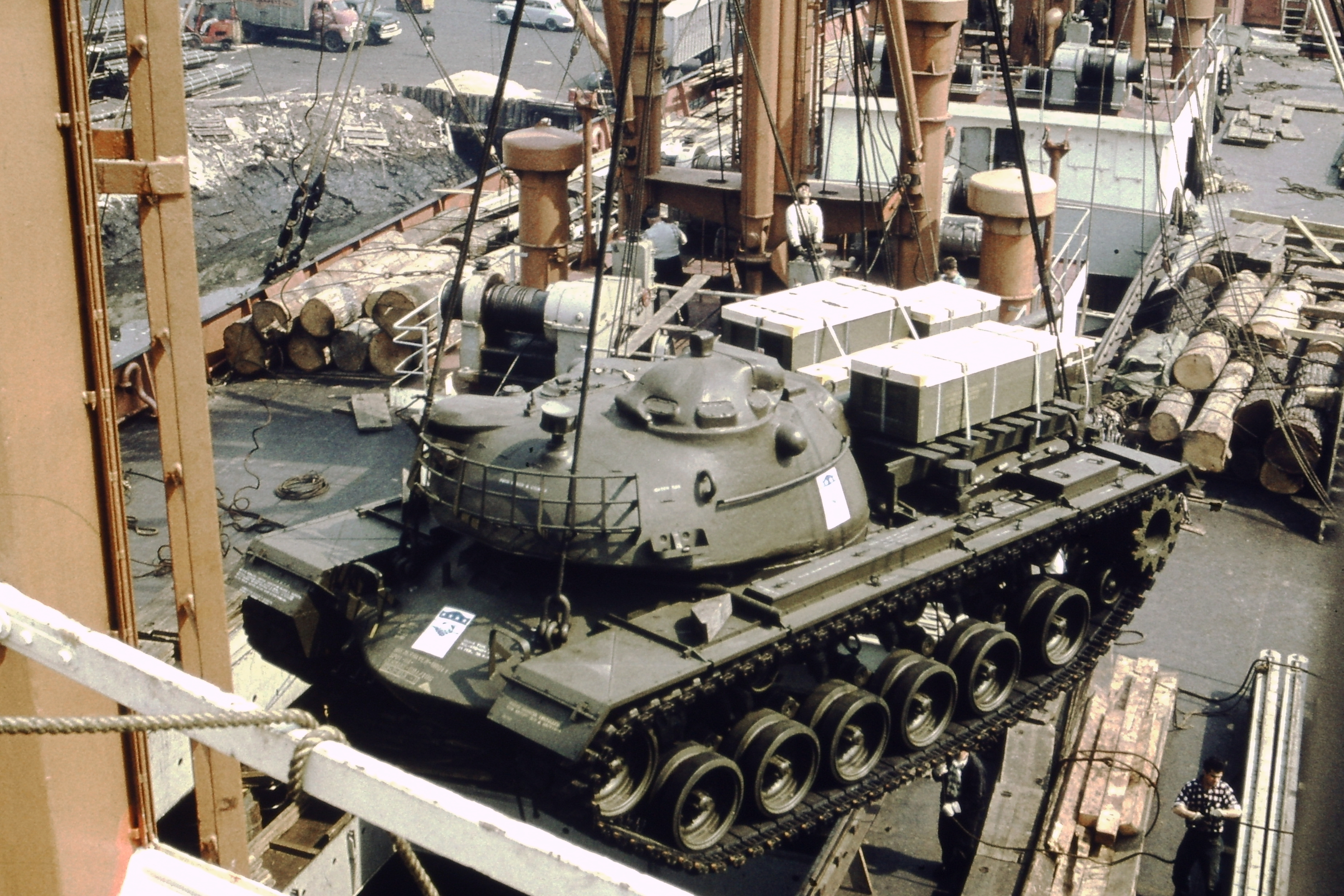
Ladebetrieb auf dem Stückgutschiff Nabob im Hafen von New York, 1959

Der Ladebetrieb auf einem typischen Stückgutschiff ist auf dem nebenstehenden Foto aus dem Jahr 1959 erkennbar. Neben dem Panzer, der an Bord gehievt wird, sind auf beiden Seiten des Vorschiffs als Deckslast Baumstämme/Logs sichtbar. An Deck liegen Holzlukendeckel, Scherstöcke, Stauholz zum Seefestmachen der Ladung, Tauwerk und Drähte. Es sind offene Luken und ein umfangreiches Ladegeschirr zu sehen, das von Hafenarbeitern bedient wird.

## Geschichte
Stückgutschiffe haben jahrzehntelang fast den gesamten Ladungstransport des Welthandels bewältigt.
Ein Beispiel konventioneller Bauart von Stückgutschiffen waren die der Tannstein-Klasse. Mittschiffs waren die Aufbauten mit der Kommandobrücke, dem Salon sowie den Wohnräumen für den Kapitän, die Offiziere, die Passagiere und für die Mannschaft. Vorn, unter der Back, waren das Kabelgatt mit Lampenraum und die seemännische Werkstatt. Achtern waren die Rudermaschine und in einem Deckshaus die Wäscherei und die Werkstatt des Bordelektrikers untergebracht. Schiffe mit erhöhter Back, Mittschiffs- und Achteraufbauten werden auch „Dreiinselschiffe“ genannt.
Je nach Erfordernissen und Wünschen des Auftraggebers konnte ein konventionelles Stückgutschiff auch anders aussehen. Dies waren beispielsweise die Schiffe der Rendsburger Nobiskrug-Werft mit dem Brückenaufbau mittschiffs und der Maschine, den Mannschaftsräumen nebst Küche und Provianträumen achtern (siehe Bleichen).

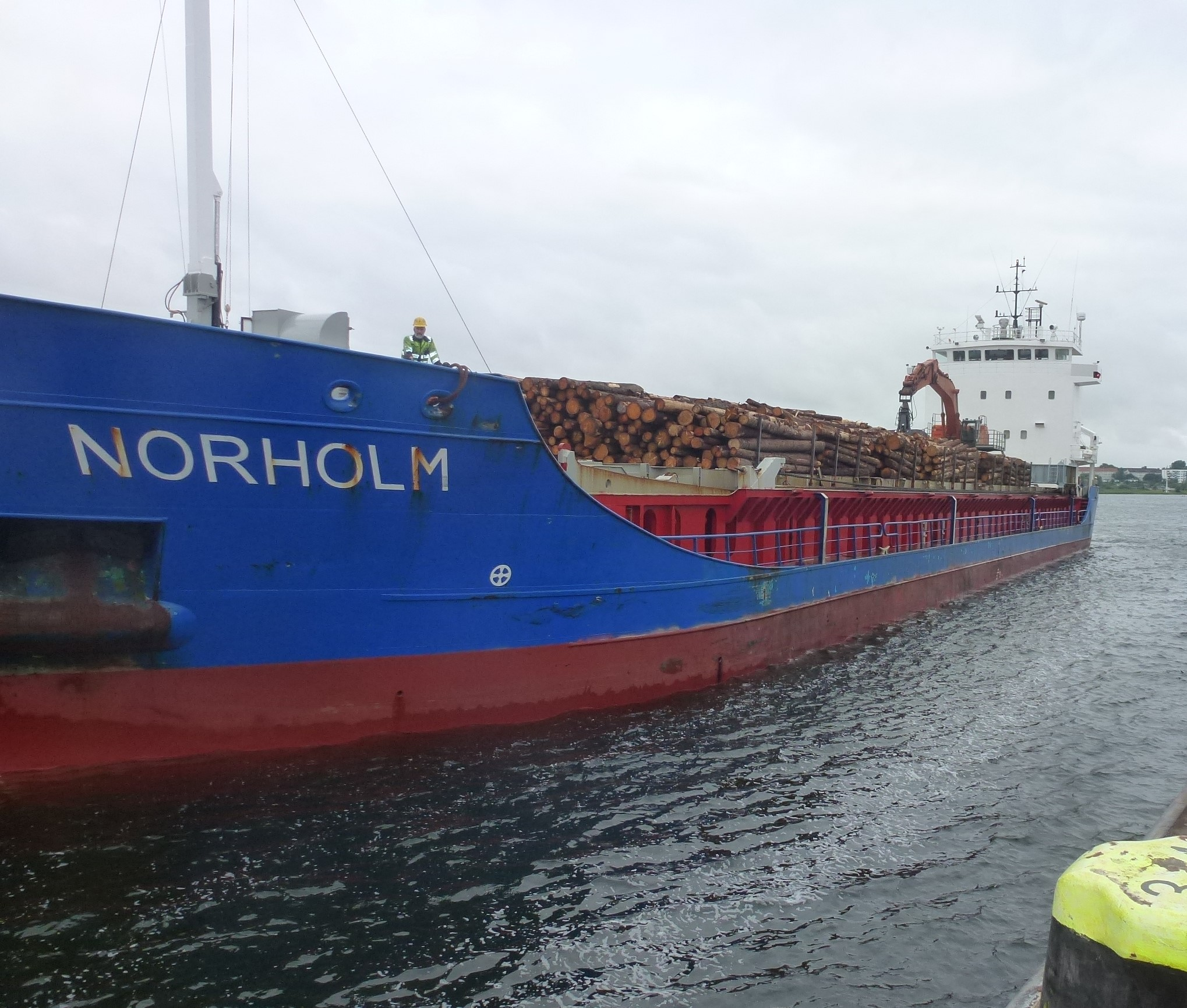
Der Stückgutfrachter Norholm beladen mit Holz

Früher gab es auch im Liniendienst nicht nur reine Stückgutschiffe. Oft wurden auf Ausreise ausschließlich Stückgüter transportiert und auf Heimreise in einem Unterraum oder einer Luke Schüttgut.
Stückgutschiffe der alten Bauart hatten den Maschinenraum achtern und Wohnräume mittschiffs. Letzteres war für Personen an Bord vorteilhaft, da es ruhig und fast vibrationslos bei gutem Wetter war und weniger Schiffsbewegung bei Sturm gab.
Zu den bekanntesten Stückgutschiffen der alten Bauart gehören die Liberty-Frachter, ein Einheitsschiff der US-Amerikaner während des Zweiten Weltkrieges. Stückgutschiffe transportierten alles, was mit Kränen in die Laderäume geladen werden konnte.

## Gegenwart
Moderne Stückgutschiffe haben nur noch einen Aufbau (normalerweise am Heck). Hier sind die Kommandobrücke, die Wohn- und Aufenthaltsräume sowie der Maschinenraum zusammengefasst.
Als immer mehr Containerschiffe gebaut worden waren, verdrängten diese an vielen Stellen die Stückgutschiffe. Letztere werden nur noch für spezielle Ladungen, die nicht in Container passen oder für Fahrtgebiete, in denen keine Containerschiffe eingesetzt werden, benötigt.
Moderne Stückgutschiffe werden oft als Semicontainerschiffe (geeignet sowohl für Stückgut als auch für Container) gebaut.
Im Bereich der Seefracht hat sich der Containerverkehr für fast alle dafür in Frage kommenden Ladungen durchgesetzt. Allerdings ist eine kleine Nische verblieben, nämlich der Bereich Projekt- und Schwerguttransport (siehe hierzu auch den Artikel Schwergutfrachter). Damit sind alle Güter gemeint, die zu groß, zu sperrig oder zu kompliziert für die Verladung auf Containerschiffe sind, z. B. Maschinen, Kräne, Bauteile, Flugzeugtechnik, Tanks, Turbinen, komplette Kraftwerke und vorgefertigte Anlagen und Fabrikteile. Bei sehr schweren, sehr ungleichgewichtigen und/oder sehr empfindlichen Teilen kann die korrekte Stauung und Sicherung an Bord sehr aufwändig sein.

Stückgutladung: Kisten – Sackgut – Ballen – Kartons auf Paletten – Schwergut – Spezialgut – Betonstahl und Drahtrollen - Autoreifen – Fässer
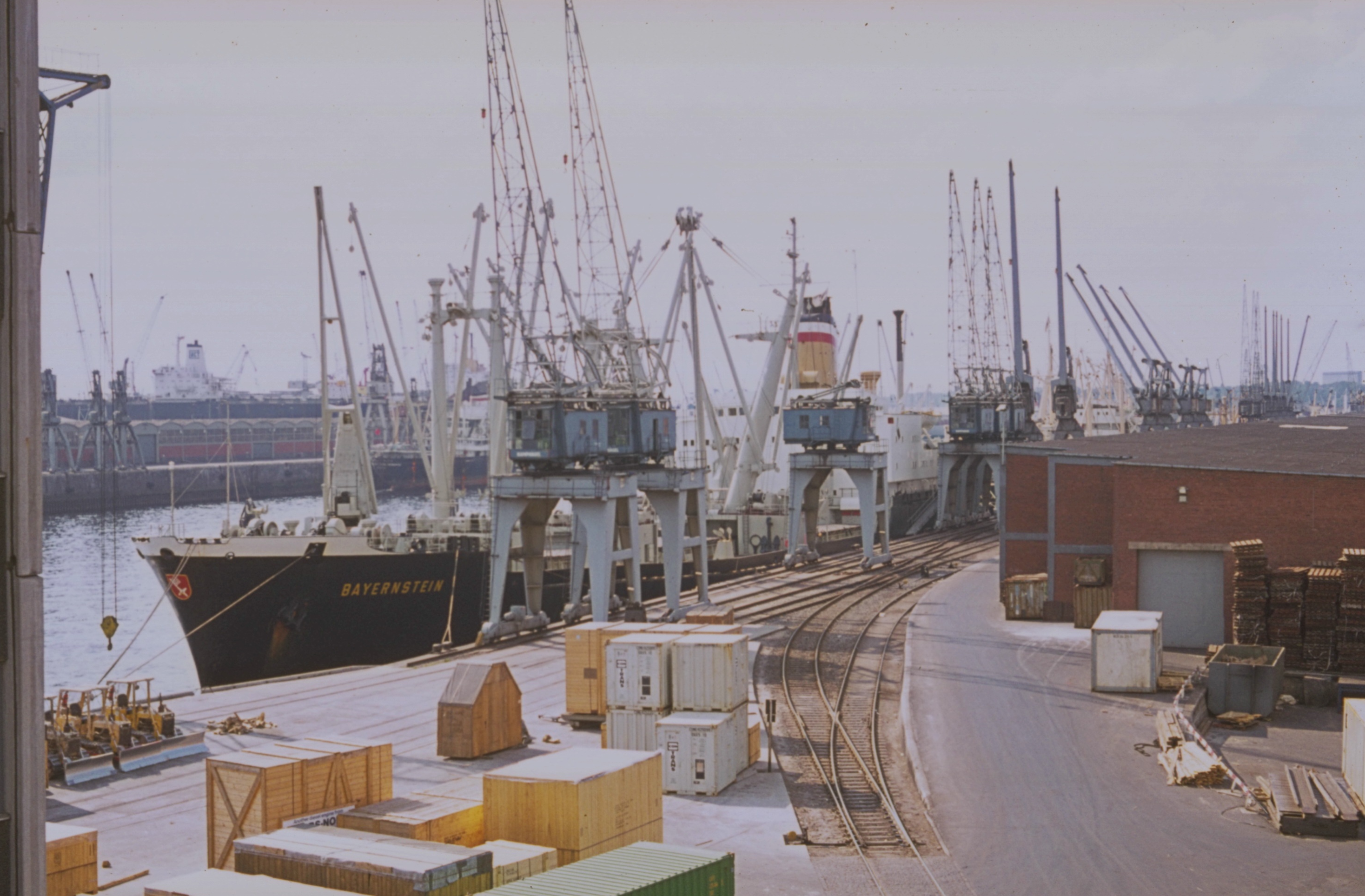
Bayernstein: Verladung von Kisten
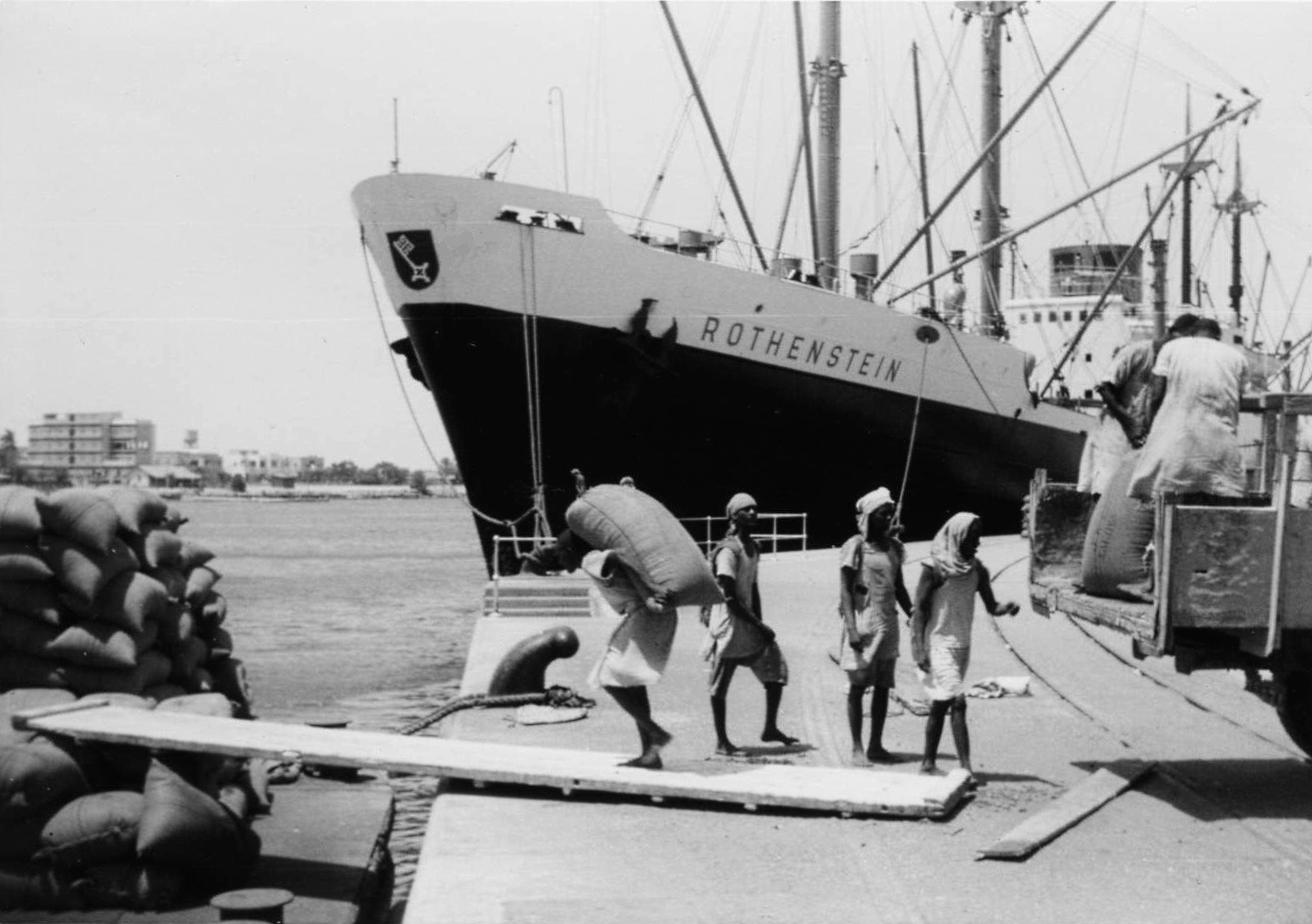
Rothenstein: Verladung von Sackgut
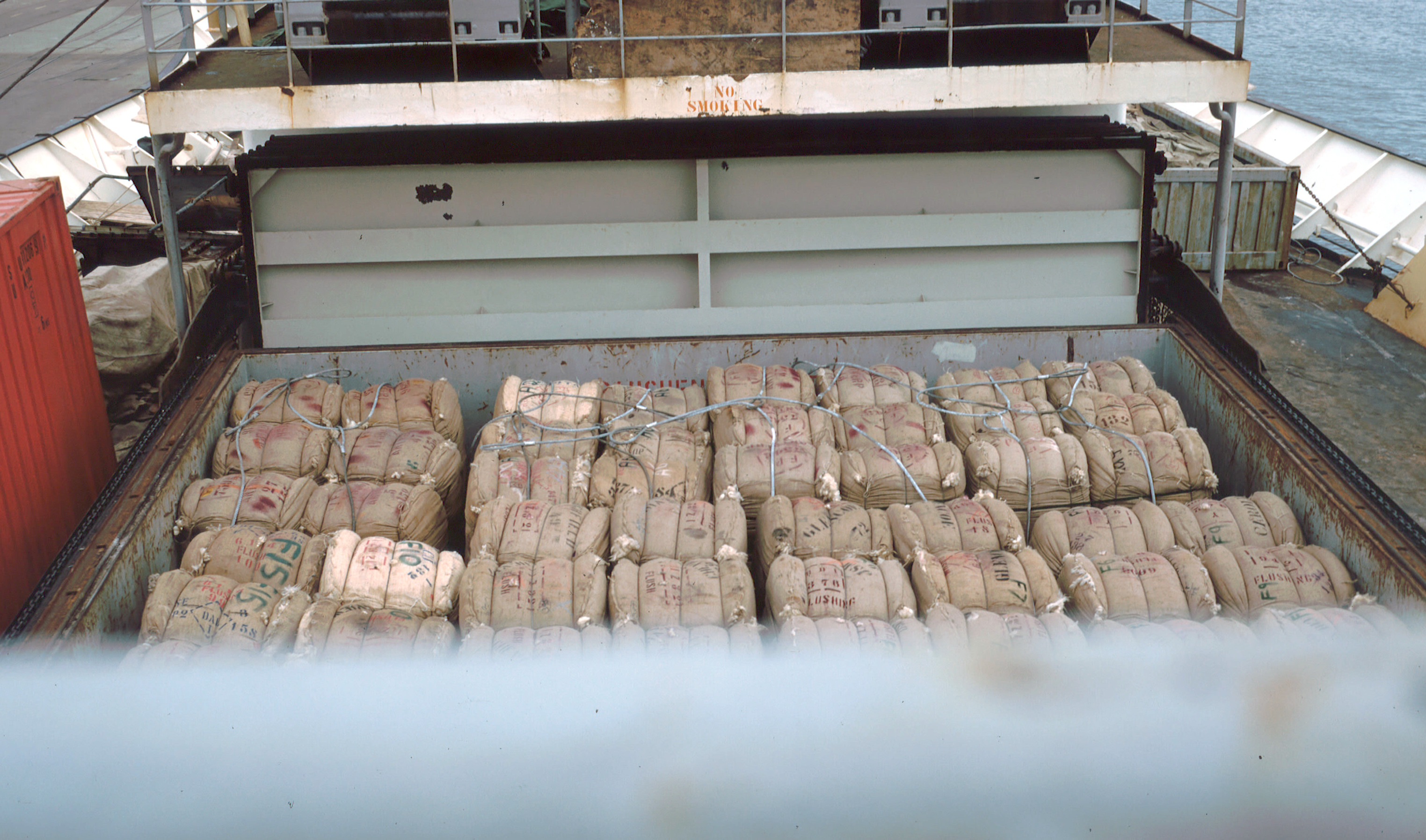
Bayernstein: Verladung von Ballen
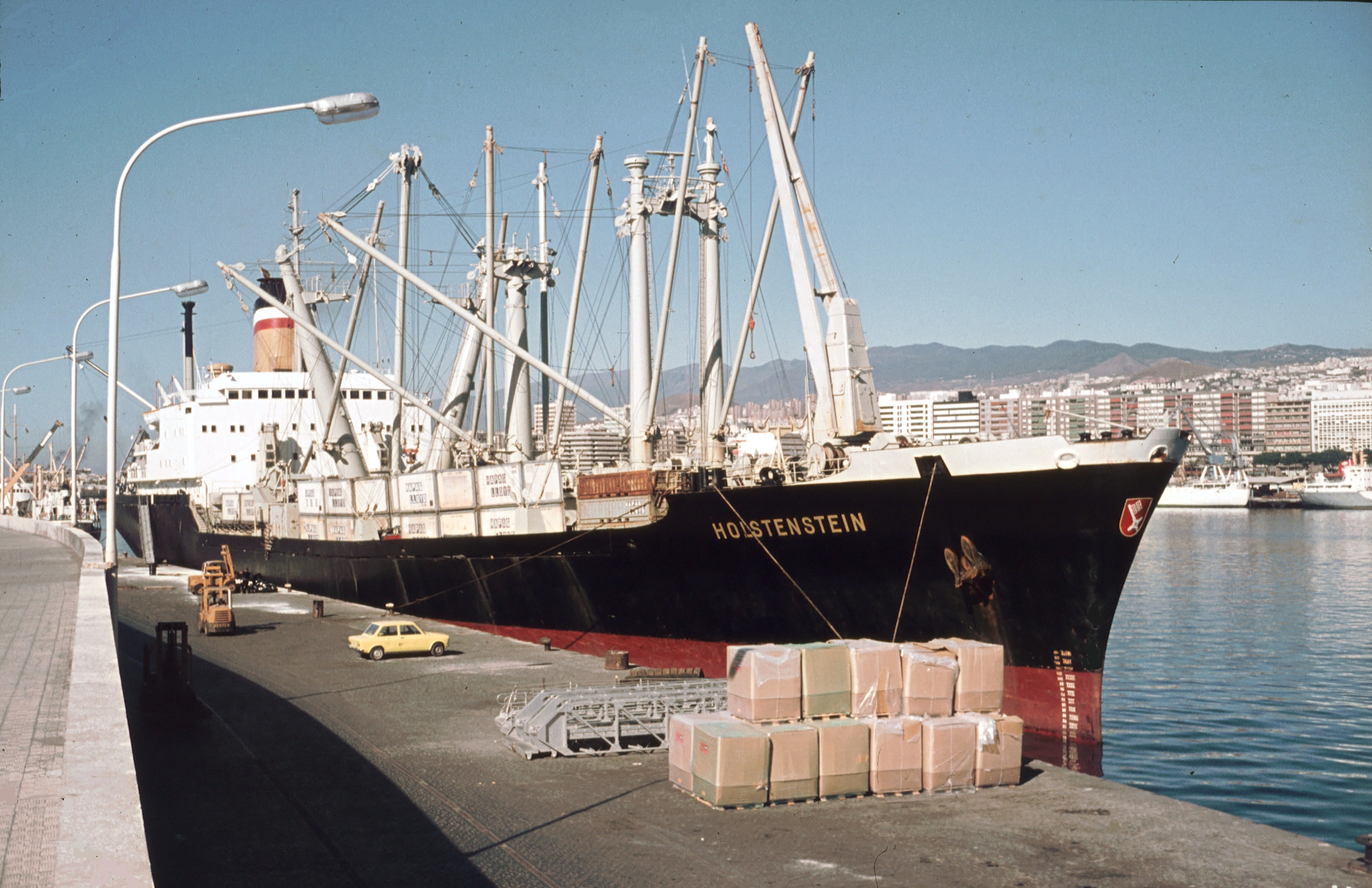
Holstenstein: Kartons auf Paletten
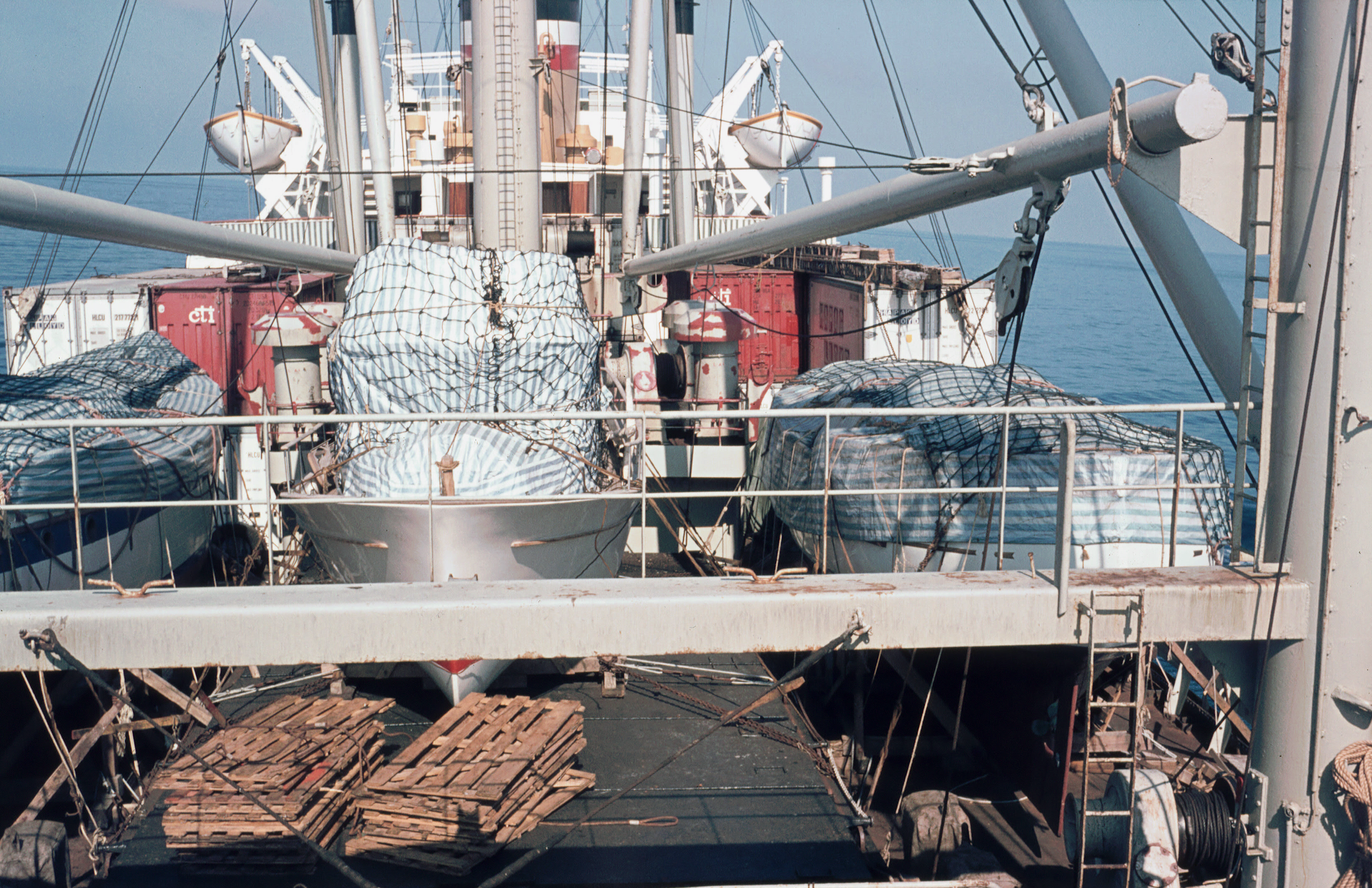
Saarland: Schwergut als Deckslast
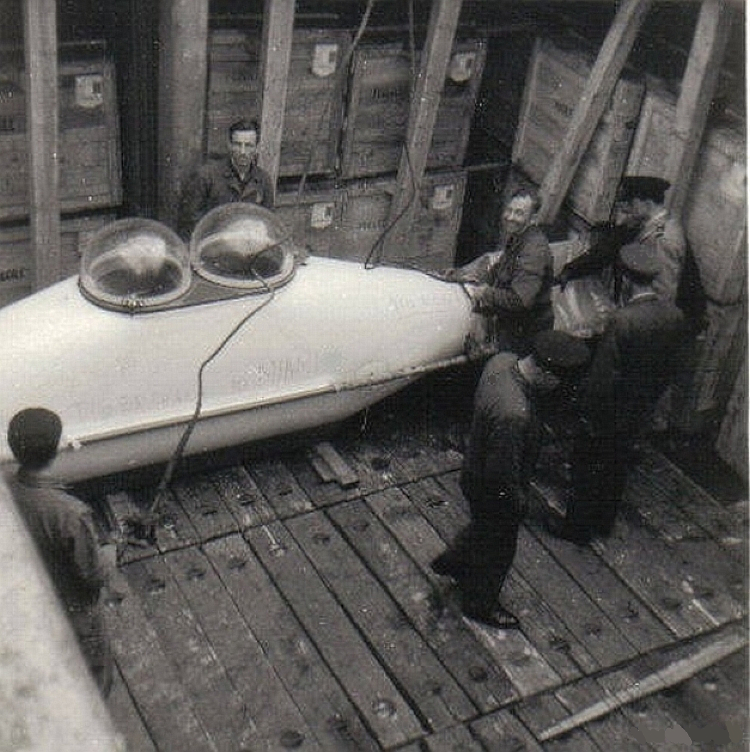
Illstein: Spezialgut Verladung
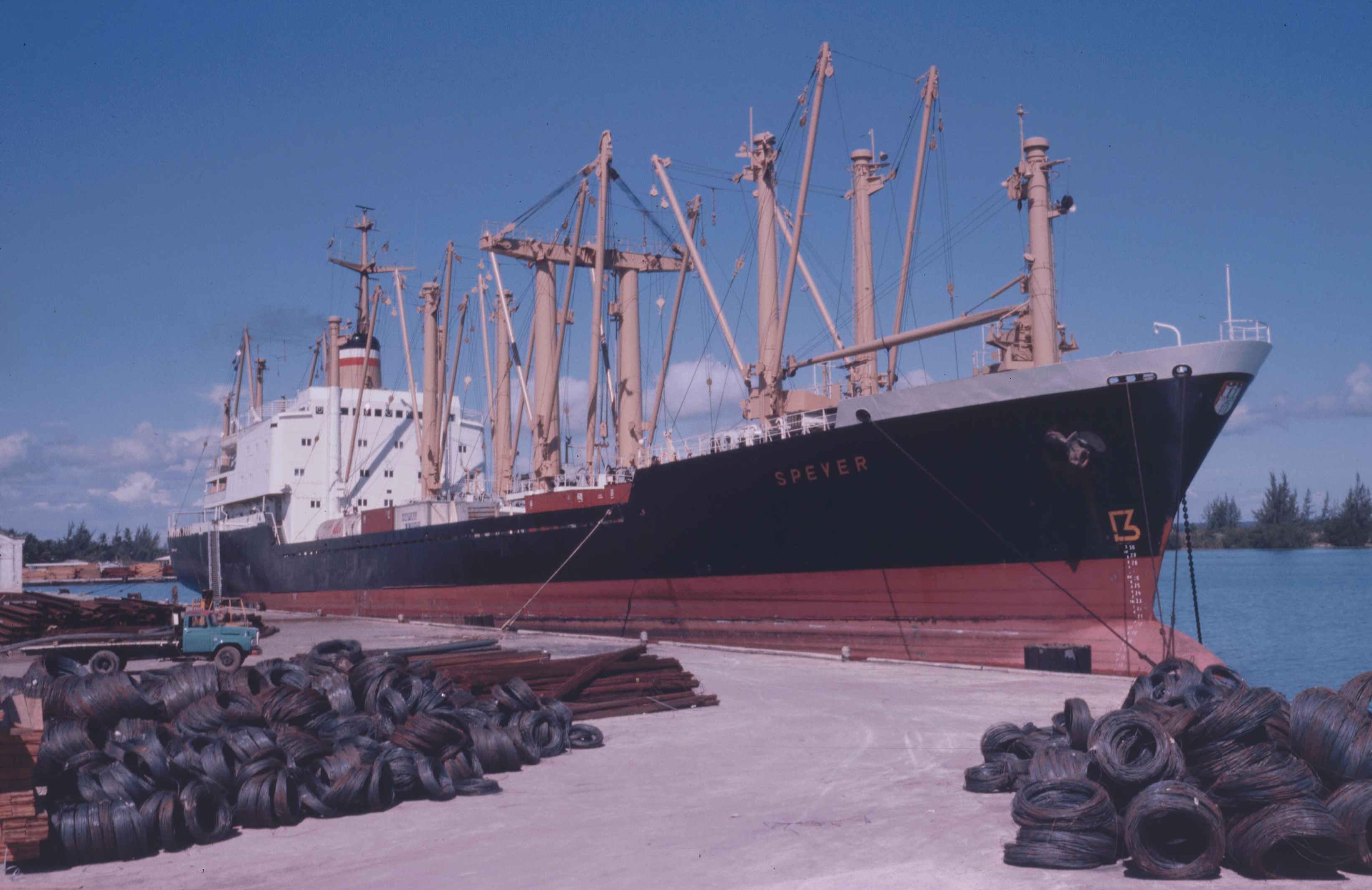
Speyer: Verladung von Betonstahl und Drahtrollen
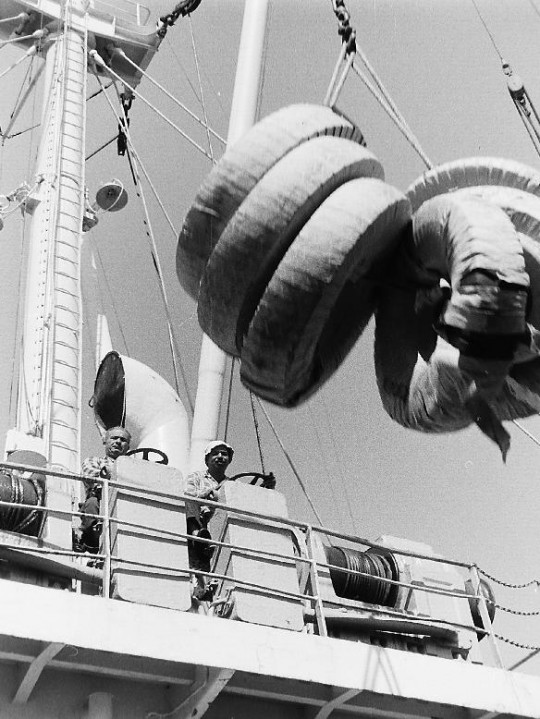
Ankara: Verladung von Autoreifen
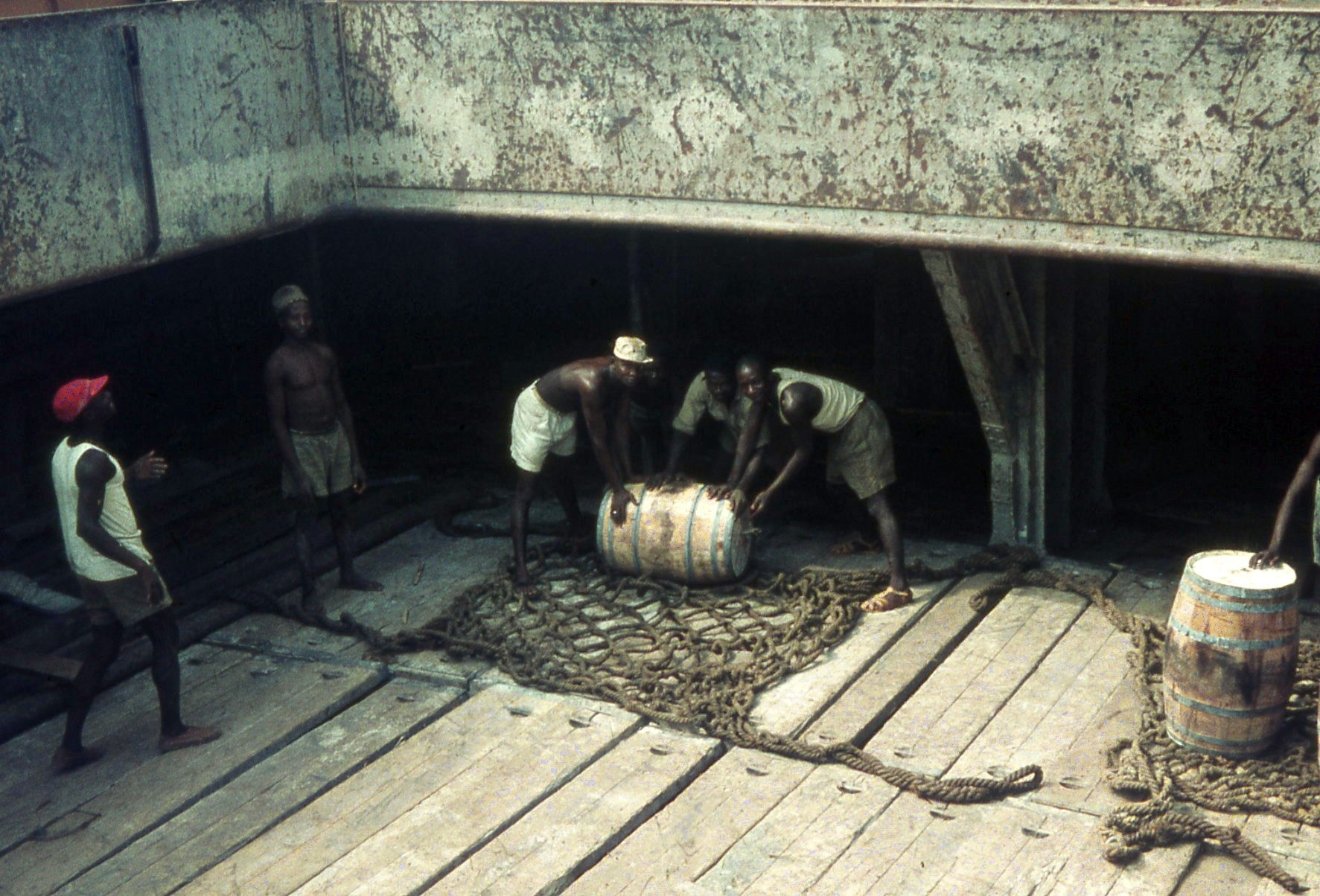
Vogelsberg: Löschen von Fässern